# イヴァン・タラノフ
イヴァン・タラノフ（Ivan TARANOV、1986年6月22日 - ）は、ロシアの元サッカー選手。現役時代のポジションはディフェンダー。

## 経歴
2003年、PFC CSKAモスクワでプロデビュー。UEFAチャンピオンズリーグ 2006-07のグループリーグでは、3試合に出場した。しかし、イグナシェヴィッチ、ベレズツキ兄弟、シェンベラスといった壁を超えることはできず、2008年、クリリヤ・ソヴェトフ・サマーラへ完全移籍。2006年11月20日、マケドニア戦でA代表初招集。U-21代表ではキャプテンを務めた。

## 所属クラブ
- PFC CSKAモスクワ 2003-2007
- クリリヤ・ソヴェトフ・サマーラ 2008-2018

## 獲得タイトル
- PFC CSKAモスクワ
  - ロシアサッカー・プレミアリーグ：3 (2003, 2005, 2006)
  - ロシア・カップ：2 (2005, 2006)
  - ロシア・スーパーカップ：3 (2004, 2006, 2007)
  - UEFAカップ：1 (2005)